# Sean Longstaff
Sean David Longstaff (ur. 30 października 1997 w Newcastle upon Tyne) – angielski piłkarz występujący na pozycji pomocnika w Newcastle United.